# وایزمان
وایزمان (انگلیسی: Viessmann) شرکت تجهیزات صنعتی آلمانی است، که در زمینه طراحی و ساخت سامانه‌های گرمایش و سرمایش صنعتی، تجاری و مسکونی، سامانه‌های تهویه، سامانه‌های فتوولتاییک و دیگر تجهیزات صنعتی، فعالیت می‌نماید.
شرکت وایزمان در سال ۱۹۱۷ توسط یوهان وایزمان تأسیس شد و امروزه مالک ۲۳ کارخانه مختلف در ۱۲ کشور جهان می‌باشد. دفتر مرکزی این شرکت در شهر الیندراف، والدک-فرانکنبرگ، آلمان قرار دارد و کلیه سهام آن متعلق به خانواده وایزمان می‌باشد.